# 贺家乡
贺家乡，是中华人民共和国湖南省衡陽市衡山县下辖的一个乡镇级行政单位。2015年11月18日，萱洲镇和贺家乡成建制合并设立萱洲镇。

## 行政区划
贺家乡下辖以下地区：
贺家社区、响水村、易新村、永平村、水桥村、湘江村、白竹村、花石村、美丽村、杨柳村、高坪岭村、依田村、清坪村、壁塘村、贺家村、桑田村和金坪村。